# Ary Toledo
Ary Toledo, de son nom complet Ary Christoni de Toledo Piza, dit Ary, né le 22 août 1937 à Martinópolis (État de São Paulo) et mort le 12 octobre 2024 à São Paulo, est un humoriste, chanteur, parolier et écrivain brésilien.

## Biographie
Né à Martinópolis (État de São Paulo) en 1937, Ary Toledo passe son enfance à Ourinhos. Dans les années 1950, il déménage avec sa famille à São Paulo et il commence à travailler au Teatro de Arena de São Paulo. En 1954-1955, il commence sa carrière humoristique qui perdure jusqu'à présent. Chanteur et parolier satirique, il a écrit plusieurs blagues, surtout sur la rivalité entre les équipes de football, ou entre les Brésiliens et Portugais.
Durant la dictature et la ligne dure de l'AI-5, il a écrit cette blague (épictète) contre les militaires : "Quem não tem cão, caça com gato e quem não tem gato, caça com Ato" (« Qui n'a pas un chien, chasse avec le chat, et qui n'a pas un chat, chasse (= exile) avec un Act »). Emprisonné, sa très grande popularité contraint les autorités à le relâcher rapidement.
Il est marié avec l'actrice et journaliste musicale Marly Marley (pt).

### Blagueur et showman
Ary Toledo a dans son répertoire presque 60 000 blagues et il se définit comme un « garimpeiro de l'humour ». La musique est son hobby, avec laquelle il chante dans plusieurs show.

## Discographie
- No Fino Da Bossa (1968-1988) RGE, FERMATA LP
- Ary Toledo (1970)
- Antologia do Sexo (1979), Copacabana LP
- Pois é (1982), Copacabana LP
- Na Base do Riso Explícito (1985), Copacabana LP
- Ary Toledo Ao vivo (1968), RGE LP
- A Todo Vapor (2008)

### Chansons (sélection)
En plus de ses blagues, Ary Toledo a écrit plusieurs chansons humoristiques, parmi lesquelles :
- A moda do Zé : histoire d'une femme abandonnée par Zè après sa première nuit d'amour
- Dona Maroca : histoire d'un chat libertin appartenant à Mme Marioca
- Linda Meu Bem : histoire d'un homme, fiancé avec une femme moche, mais que la considère comme étant très belle
- Mataram meu carneiro : chanson dans laquelle il pleure la mort de son bélier
- Melô do pinto : chanson de blague en l'honneur goliardique de l’organe mâle de copulation
- O Rico e o Pobre : critique sociale du pouvoir qui fait que ses actions ont des dénominations et résultats différents sur les riches et sur les pauvres
- Rosinha : chanson d'amour humoristique

## Publications
- Descobrimento do Brasil (avec Chico de Assis (pt))
- Modinha de ser
- Ovos que a galinha pôs
- Tiradentes
- Os Textículos de Ary Toledo (A Anarquia da Filosofia) (2011)